# Siméon Toronlo
Siméon Toronlo (* 18. Februar 1968) ist ein ehemaliger zentralafrikanischer Judoka.
Er trat bei den Olympischen Sommerspielen 1992 in Barcelona im Leichtgewicht an. Er schied in der zweiten Runde gegen Chaliuny Boldbaatar aus.